# Rineloricaria pareiacantha
Rineloricaria pareiacantha är en fiskart som först beskrevs av Fowler, 1943.  Rineloricaria pareiacantha ingår i släktet Rineloricaria och familjen Loricariidae. Inga underarter finns listade i Catalogue of Life.